# حسن الشافعي
حسن الشافعي (9 أكتوبر 1982 -)، ملحن وموزع مصري. أثبت موهبته في التلحين والتوزيع معاً، وتعاون مع العديد من الفنانين المعروفين، حيث تعاون على الساحة العربية مع عمرو دياب، وأنغام، وشيرين عبد الوهاب، وعبد المجيد عبد الله من السعودية، وأصالة من سوريا، ونانسي عجرم من لبنان، وحسام حبيب من مصر، وآخرين....

## مسيرته
عُرف عنه تقديمه لنمط موسيقي جديد في الشرق الأوسط، وتحويله للموسيقى الكلاسيكية والعربية إلى إيقاعات «فانك» و«هاوس» مبرمجة، ويتميز أسلوبه الموسيقي بالعصرية، فضلاً عن اشتماله على مختلف أنماط الموسيقى العالمي. وهو عضو لجنة التحكيم في برنامج المواهب الغنائيّة آراب آيدول منذ انطلاقه ولمدة ثلاث مواسم متتالية، إلى جانب راغب علامة وأحلام ونانسي عجرم (الموسم الثاني) ووائل كفوري (الموسم الثالث).

## أعماله
قام بإنتاج وإعداد وتوزيع عدد من الأغنيات الأشهر على الساحة العربية، ولنخبة من أبرز الأسماء مثل عمرو دياب وأغنية «ويّاه»، وحسام حبيب وأغنية «شفت بعينيّا»، وعبد المجيد عبد الله وأغنية «يحلمون»، وسواهم.
اشتهر أيضا كمعد وموزع موسيقي في الولايات المتحدة في التسعينات حيث حمل لقب The Saint، ولقيت أعماله الموسيقية شهرة كبيرة في الولايات المتحدة والعالم مثل My Ecstasy التي أطلقها عام 2000.

## جوائز
حائز على جائزة «موسيقى الشرق الأوسط» Middle East Music Awards لأفضل منتج ومعدّ موسيقي لسنة 2009، وحائز على جائزة أفضل منظّم موسيقي في إحصاءات مجلة DG للعام 2007، 2009.

## برنامج أراب آيدول
اختير حسن ليكون أحد أعضاء لجنة التحكيم في برنامج أراب آيدل، إذ شارك بدءاً من الموسم الأول.

## وصلات خارجية
- حسن الشافعي على موقع IMDb (الإنجليزية)
- حسن الشافعي على موقع ميوزك برينز (الإنجليزية)